# Route du Sud 2007
La Route du Sud 2007, trentunesima edizione della corsa, si svolse dal 21 al 24 giugno su un percorso di 666 km ripartiti in 4 tappe, con partenza da Castres e arrivo a Saint-Gaudens. Fu vinta dallo spagnolo Óscar Sevilla della Relax-GAM davanti all'italiano Massimo Giunti e all'austriaco Markus Eibegger.

## Tappe
| Tappa  | Data      | Percorso                          | km    | Vincitore di tappa | Leader cl. generale |
| ------ | --------- | --------------------------------- | ----- | ------------------ | ------------------- |
| 1ª     | 21 giugno | Castres > Narbonne                | 151,6 | Jean-Patrick Nazon | Jean-Patrick Nazon  |
| 2ª     | 22 giugno | Narbonne > Monts d'Olmes          | 178,2 | Óscar Sevilla      | Óscar Sevilla       |
| 3ª     | 23 giugno | Cierp-Gaud > Saint-Lary-Soulan    | 155   | Amaël Moinard      | Óscar Sevilla       |
| 4ª     | 24 giugno | Vielha Val d'Aran > Saint-Gaudens | 181   | Frédéric Finot     | Óscar Sevilla       |
| Totale | Totale    | Totale                            | 666   |                    |                     |

## Dettagli delle tappe

### 1ª tappa
- 21 giugno: Castres > Narbonne – 151,6 km

| Pos. | Corridore             | Squadra | Tempo    |
| ---- | --------------------- | ------- | -------- |
| 1    | Jean-Patrick Nazon    | AG2R    | 3h15'10" |
| 2    | Leonardo Fabio Duque  | Cofidis | s.t.     |
| 3    | Krzysztof Szczawinski | Miche   | s.t.     |

| Pos. | Corridore            | Squadra    | Tempo    |
| ---- | -------------------- | ---------- | -------- |
| 1    | Jean-Patrick Nazon   | AG2R       | 3h15'00" |
| 2    | Leonardo Fabio Duque | Cofidis    | a 4"     |
| 3    | Pieter Ghyllebert    | Vlaanderen | s.t.     |

### 2ª tappa
- 22 giugno: Narbonne > Monts d'Olmes – 178,2 km

| Pos. | Corridore          | Squadra   | Tempo    |
| ---- | ------------------ | --------- | -------- |
| 1    | Óscar Sevilla      | Relax-GAM | 5h15'53" |
| 2    | Massimo Giunti     | Miche     | a 1'08"  |
| 3    | Yoann Le Boulanger | Bouygues  | a 1'34"  |

| Pos. | Corridore          | Squadra   | Tempo    |
| ---- | ------------------ | --------- | -------- |
| 1    | Óscar Sevilla      | Relax-GAM | 8h30'53" |
| 2    | Massimo Giunti     | Miche     | a 1'12"  |
| 3    | Yoann Le Boulanger | Bouygues  | a 1'40"  |

### 3ª tappa
- 23 giugno: Cierp-Gaud > Saint-Lary-Soulan – 155 km

| Pos. | Corridore      | Squadra   | Tempo    |
| ---- | -------------- | --------- | -------- |
| 1    | Amaël Moinard  | Cofidis   | 4h34'07" |
| 2    | Massimo Giunti | Miche     | s.t.     |
| 3    | Óscar Sevilla  | Relax-GAM | s.t.     |

| Pos. | Corridore       | Squadra   | Tempo     |
| ---- | --------------- | --------- | --------- |
| 1    | Óscar Sevilla   | Relax-GAM | 13h04'56" |
| 2    | Massimo Giunti  | Miche     | a 1'10"   |
| 3    | Markus Eibegger | ELK Haus  | a 2'03"   |

### 4ª tappa
- 24 giugno: Vielha Val d'Aran > Saint-Gaudens – 181 km

| Pos. | Corridore       | Squadra                 | Tempo    |
| ---- | --------------- | ----------------------- | -------- |
| 1    | Frédéric Finot  | Roubaix Lille Metropole | 3h57'22" |
| 2    | Maxime Mederel  | Auber '93               | s.t.     |
| 3    | Cedric Coutouly | Agritubel               | a 12"    |

| Pos. | Corridore       | Squadra   | Tempo     |
| ---- | --------------- | --------- | --------- |
| 1    | Óscar Sevilla   | Relax-GAM | 17h06'51" |
| 2    | Massimo Giunti  | Miche     | a 1'06"   |
| 3    | Markus Eibegger | ELK Haus  | a 1'56"   |

## Classifiche finali

### Classifica generale
| Pos. | Corridore            | Squadra           | Tempo     |
| ---- | -------------------- | ----------------- | --------- |
| 1    | Óscar Sevilla        | Relax-GAM         | 17h06'51" |
| 2    | Massimo Giunti       | Miche             | a 1'06"   |
| 3    | Markus Eibegger      | ELK Haus-Simplon  | a 1'56"   |
| 4    | Francisco Mancebo    | Relax-GAM         | a 2'03"   |
| 5    | Alexandre Botcharov  | Crédit Agricole   | a 2'06"   |
| 6    | Moisés Dueñas Nevado | Agritubel         | a 2'16"   |
| 7    | Pasquale Muto        | Miche             | a 2'44"   |
| 8    | Tomasz Marczyński    | Ceramica Flaminia | a 2'49"   |
| 9    | Nicolas Hartmann     | Cofidis           | a 2'50"   |
| 10   | Amaël Moinard        | Cofidis           | a 3'24"   |